# Steinfeld-ház (Miskolc)
A Steinfeld-ház Miskolc belvárosában, a Széchenyi István utca 2. szám alatt áll. A saroképület északi homlokzata a Széchenyi utcára, a nyugati az Erzsébet térre néz. Az épület helyi védelem alatt áll.

## Története
Az 1600-as évek végén ezen a telken egy nemesi kúriát jegyeztek fel az összeírások, ez volt az egykori Szirmay-kúria. A kúria az 1781-es tűzvészben leégett, majd földszintes épületet emeltek helyére, amit az 1878-as árvíz döntött romba. A telek új tulajdonosa, Steinfeld Zsigmond új, kétszintes ház építésére kért építési engedélyt. A földszinti helyiségek és üzletek kialakításához felhasználták a régi építmény maradványait. 1989-ben, az egységes utcakép kialakítása érdekében újabb emelet került az épületre. 

## Leírása
A kétemeletes, eklektikus stílusú épület északi homlokzata 5 (1+3+1), nyugati homlokzata 8 (1+6+1) axisú. A Széchenyi utcára néző homlokzat minden nyílása, beleértve a földszintieket is, egyenes záródású. (A földszintet az első és ötödik tengelyben egykor félköríves portálok törték át.) A földszintet a középső három tengelyben négy dór lizéna és kváderezés emeli ki. Az első emeleten az ablakokat a szélső két tengelyben sima tükör köténydísz, míg a középsőket baluszteres mellvéd díszíti.